# Scheloribates dentatus
Scheloribates dentatus är en kvalsterart som beskrevs av Katsumata 1988. Scheloribates dentatus ingår i släktet Scheloribates och familjen Scheloribatidae. Inga underarter finns listade i Catalogue of Life.